# Provincia Daykundi
Provincia Daykundi (paștună: دايکندي ولايت; persană: دایکندی) este una dintre cele 34 de provincii ale Afganistanului. Este localizată în partea centrală a statului.